# Витанє
Витанє (словен. Vitanje) — поселення в общині Витанє, Савинський регіон, Словенія. 
Висота над рівнем моря: 449,3 м.